# Somlóvásárhely
Somlóvásárhely è un comune dell'Ungheria di 1.125 abitanti (dati 2001). È situato nella contea di Veszprém.